# Деуш, Жуан де
Жуа́н де Де́уш де Ноге́йра Ра́муш (порт. João de Deus de Nogueira Ramos) более известный как Жуа́н де Де́уш; 8 марта 1830[…], Сан-Бартоломеу-де-Мессинеш — 11 января 1896 или 10 января 1896, Лиссабон) — португальский юрист, писатель, поэт, драматург, педагог, переводчик.
Кавалер Большого Креста Португальского ордена Сантьяго (GCSE, 8.3.1895). Почётный академик Лиссабонской академии наук.

## Передача имени
В европейском (пиренейском) варианте португальского языка в потоке речи при так называемом льезоне сочетание имён произносится как Деуж Рамуш.
- Deus Ramos (João de)[5]
- João de Deus / João de Deus de Nogueira Ramos[6]
- Deus, João de[7]

## Биография и творчество
В своё время был одним из наиболее высоко почитаемых лирических поэтов. 
10 лет потратил на изучение права в Коимбрском университете, который окончил в 1859 году (1849—1859). Обучение длилось столь долго из-за длительных перерывов по различным обстоятельствам. Во аремя одного из таких перерывов проявился поэтический талант Деуша — своё первое стихотворение, «Голубка» (Pomba), сочинил в 1851 году. Вёл обычную для многих студентов того времени жизнь, когда в почёте была не учёба, а стихи и гитара, что впоследствии с ужасом отмечал Тео́филу Брага. После завершения обучения Деуш оставался в Коимбре до 1862 года и продолжал вести жизнь богемы, сблизился с Антеру де Кенталом и Тео́филом Брагой.
В 1860 году планировалось выпустить первую поэтическую антологию Деуша, к которой Кентал написал предисловие «Относительно одного поэта» (A propósito de um poeta) и оценил коллегу как «наиболее оригинального поэта своего времени», но издание не было осуществлено. Это предисловие вышло в 1894 году в сборнике Algumas poesias suas pouco conhecidas. Среди поэтов Коимбры 1860-х годов, когда Гонсалвеш Крешпу ещё готовился стать первым португальским парнасцем, среди социально-политических, псевдофольклорных, псевдореалистических стихов и имитаций французских образцов только Жуан де Деуш смог в полной мере и на высоком художественном уровне воплотить как в лирике, так и в сатире поэзию истинно народного духа.

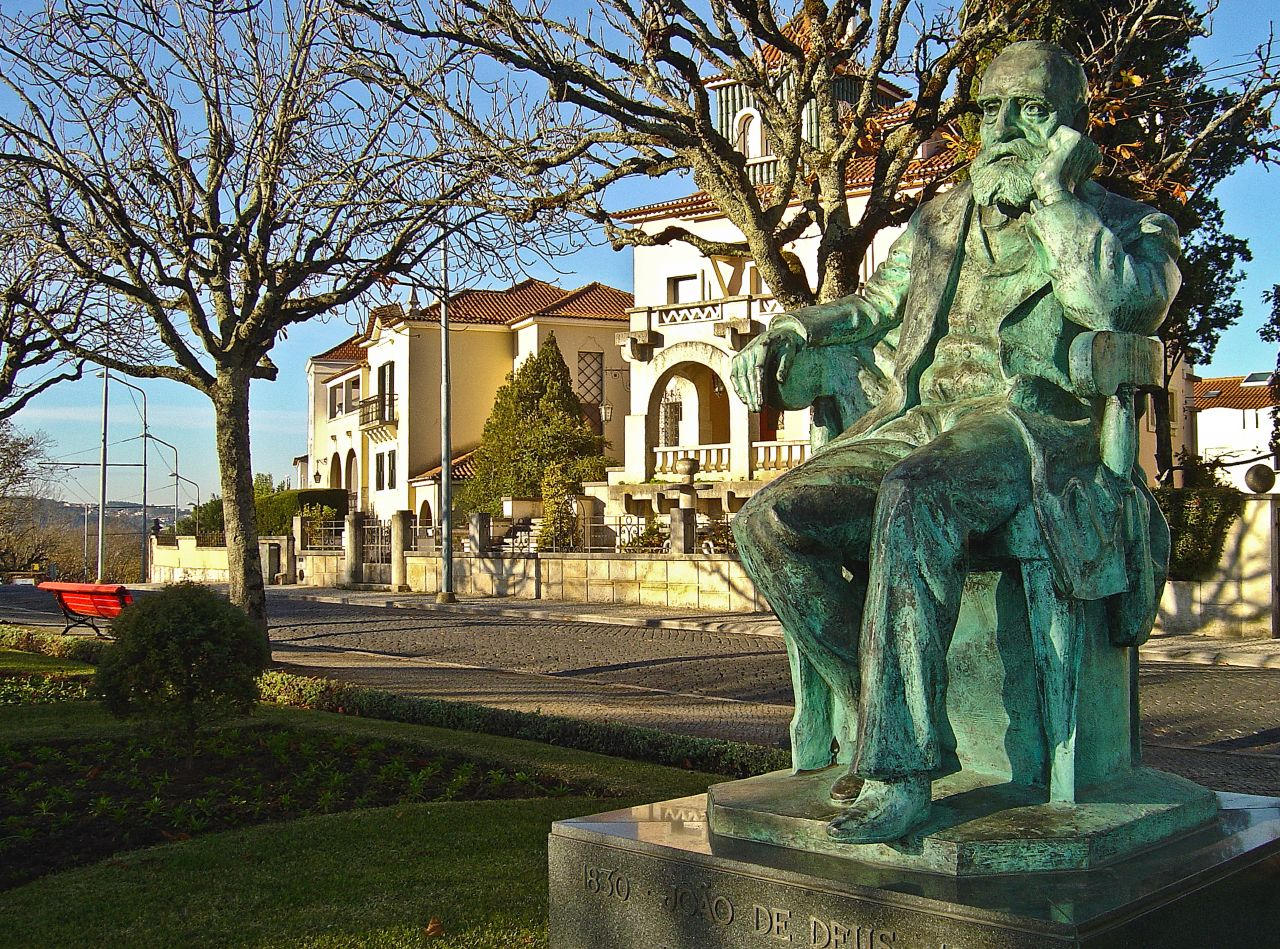
Памятник Жуану де Деушу в Коимбре

Из Коимбры поэт перебрался в Бежу, где начал практику юрисконсульта, до 1864 года редактировал местный журнал O Bejense, в котором выступал также в роли литературного критика и издал бо́льшую часть своих первых поэтических опытов.
Несмотря на то, что поэт работал в то время, когда постромантизм был уже на излёте, и условно принадлежал к поколению 1870-х годов (Geração de 70), не разделял озабоченности современников философскими и социальными проблемами, хотя в своей критике высоко оценил сочинения Кентала. В 1865 году в разгар дискуссии по «коимбрскому вопросу» Деуш хвалил Кентала в своей критической статье. Поэтическое творчество Жуана де Деуша не вкладывалось в рамки нового литературного течения. В своей интимной лирике чаще обращался к темам любви и религиозности; в его сочинениях представлены различные жанры: от оды до элегии, от эпиграммы до басни, выражавшиеся всегда простым стилем. По примеру Гаррета черпал вдохновение из традиционной португальской лирики, из произведений Камоэнса, у которого перенял тягу к сонету, ставшему одной из его излюбленных форм. Несмотря на то, что широкую известность получили сонеты Антеру де Кентала, всё-таки заслуга возрождения этой поэтической формы принадлежит Жуану де Деушу.
В 1868 году был избран депутатом парламента. Переехав в Лиссабон, вёл жизнь литературной богемы, сотрудничал с многими газетами и журналами, которые активно публиковали сочинения поэта, вышедшие в 1868 году в первом сборнике стихов «Полевые цветы» (Flores do Campo). После назначения на должность главного комиссара по обучению чтению стал бороться с безграмотностью.
1 декабря 1966 года останки писателя были перенесены в Национальный пантеон Португалии.

## Ассоциация садов-школ Жуана де Деуша

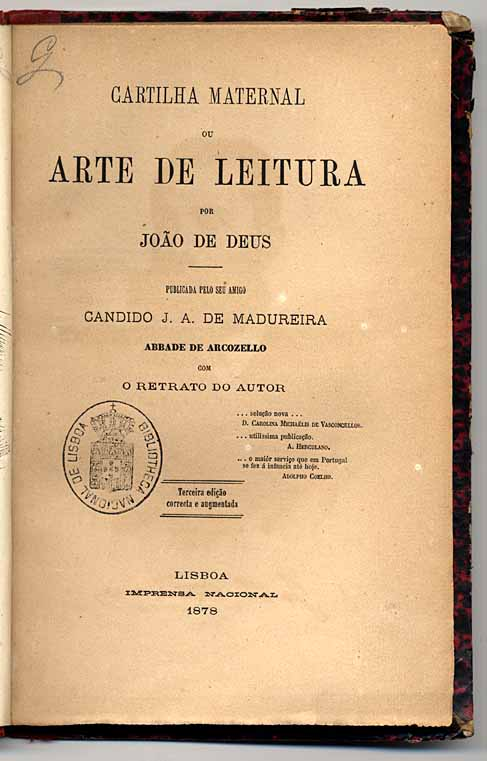
«Букварь» Жуана де Деуша, Cartilha maternal ou arte de leitura, Lisboa, 3.ª ed., 1878

Одним из наиболее существенных и важных аспектов деятельности Жуана де Деуша стало изобртение действительно революционного и действенного метода обучения чтению. Его «Букварь» был принят в качестве школьного пособия. Метод получил статус национального, получил распространение и продолжает использоваться в Португалии в наше время. В 1882 году была основана Ассоциация садов-школ по методу Жуана де Деуша (Associação de Jardins-Escolas João de Deus). Тогда в Португалии 80 % населения было неграмотно. Сейчас Ассоциация располагает 55 образовательными центрами, из них 37 садов-школ, 7 детских садов, 2 музея и Высшая школа для подготовки преподавателей; в организации занято 1261 работник. 9 октября 2017 года президент Португалии Марселу Ребелу де Соуза удостоил Ассоциацию титулом Почётный член португальского ордена Народного образования.

## Звания и награды
- 1895 — 8 марта Кавалер Большого Креста Португальского ордена Сантьяго (GCSE)[15]
- 1895 — почётный член Лиссабонской академии наук, в частности за заслуги в области педагогики[6][8]

## Публикации
- 1868 — Flores do Campo[18] (в издание 1876 года вошли переводы отдельных стихов Микеланджело, Данте, Шенье, Ламартина, Гюго)
- 1869 — Ramo de Flores, Porto, Typ. da Livraria Nacional
- 1872 — Horacio e Lydia[18] (одноактная комедия «Гораций и Лидия», перевод с французского языка комедии ФрансуаПонсара Horace et Lydie)
- 1876 — Folhas Soltas, Porto, Magalhães & Moniz (в сборник вошла одноактная комедия «Гораций и Лидия»)
- 1876 — Cartilha maternal ou arte de leitura[6] (букварь и метод обучения чтению продолжает переиздаваться), ISBN 978-989-54602-0-5
- 1876 — Despedidas do verão[18]
- 1893 — Campo de flores[6]. Lisboa, Typographia e stereotypia moderna, ISBN 972-8061-57-9
- 1894 — Algumas poesias suas pouco conhecidas, Barcellos, Typographia da Auroa do Cavado (с предисловием Антеру де Кентала)
- 192? — Campo de Flores / 7.ª ed. Lisboa, Bertrand, 2 vol. 389+310 p.

Более подробный перечень публикаций приведён в биографическом справочнике Portugal.